# John Harris
John Harris (c., 1666 - 7 de septiembre de 1719), escritor inglés conocido por haber sido el redactor del Lexicon technicum, o diccionario de artes y ciencias (1704), considerada como la primera de muchas enciclopedias inglesas. Igualmente, llevó a cabo la recopilación de la llamada Colección de Travesías y Viajes que ocurren bajo su nombre.
Nacido alrededor de 1666, probablemente en el condado de Shropshire, fue alumno del Trinity College, Oxford entre 1684 y 1688. Optaría al puesto de vicario de Icklesham en Sussex, y más tarde, a la rectoría de St Thomas, Winchelsea. En 1698 le confiaron con la entrega de la séptima serie de las conferencias de Boyle, "Objeciones ateas contra la existencia Dios y sus cualidades justamente consideradas y refutadas completamente".
Entre 1702 y 1704 dirigió en el Café del Puerto de Birchin Lane, las conferencias matemáticas llevadas a cabo por Charles Cox. La amistad con William Cowper, una de las personalidades políticas de la época, le supuso obtener el puesto de capellán en la catedral de Rochester (1708), así como el rectorado de las parroquias unidas de St. Mildred, de Bread Street y de St Margaret Moses.
John Harris demostró ser siempre un ardiente partidario del gobierno inglés, lo que le supuso enfrentamientos con varias personalidades de su época, entre ellas, el Reverendo Charles Humphreys, que más tarde sería capellán. También se le considera uno de los primeros miembros fundadores de la Royal Society, institución en la que llegaría a tener el cargo de vicepresidente.
A su muerte, estaba inmerso en la finalización de un trabajo relacionado con la "Historia de Kent". Se cree que murió sumido en la más absoluta pobreza, principalmente, por la mala gestión que había hecho de sus ahorros a lo largo de su vida.